# Leslie Rich
Leslie Rich (Estados Unidos, 29 de diciembre de 1886-octubre de 1969) fue un nadador estadounidense especializado en pruebas de estilo libre, donde consiguió ser medallista de bronce olímpico en 1908 en los 4x200 metros.

## Carrera deportiva
En las Olimpiadas de Londres 1908 ganó la medalla de bronce en los relevos 4x200 metros libre, con un tiempo de 11:02.8 segundos, tras Reino Unido (oro) y Hungría (plata), siendo sus compañeros de equipo: Harry Hebner, Leo Goodwin y Charles Daniels.